# Magdalena Lewy-Boulet
Magdalena Lewy-Boulet, née Lewy, est une athlète polonaise puis américaine née le 8 août 1973 à Jastrzębie Zdrój. Spécialiste du marathon, elle se reconvertit dans l'ultra-trail. Elle remporte la Western States Endurance Run en 2015 et 2017 et le Marathon des Sables en 2018.

## Résultats
| No  | féminin            | Course                         | Longueur | Départ          | Temps            |
| --- | ------------------ | ------------------------------ | -------- | --------------- | ---------------- |
| 10e | Médaille d'or      | Way Too Cool 50K               | 50 km    | 8 mars 2014     | 3 h 53 min 09 s  |
| 33e | Médaille de bronze | La grande course des Templiers | 73 km    | 26 octobre 2014 | 8 h 02 min 40 s  |
| 20e | Médaille d'or      | Western States 100             | 100 mi   | 27 juin 2015    | 19 h 05 min 21 s |
| 17e | Médaille d'argent  | CCC                            | 101 km   | 28 août 2015    | 14 h 02 min 47 s |
| 36e | Médaille de bronze | Speedgoat 50K                  | 50 km    | 9 juillet 2016  | 7 h 30 min 10 s  |
| 11e | Médaille d'argent  | Tarawera Ultramarathon         | 102 km   | 11 février 2017 | 9 h 20 min 13 s  |
| 12e | Médaille d'argent  | Lake Sonoma 50                 | 50 mi    | 15 avril 2017   | 7 h 32 min 59 s  |
| 17e | Médaille d'argent  | Western States 100             | 100 mi   | 24 juin 2017    | 19 h 49 min 15 s |
| 14e | Médaille d'or      | Marathon des Sables            | 237 km   | 4 avril 2018    | 25 h 11 min 19 s |